# Gowharshads moské

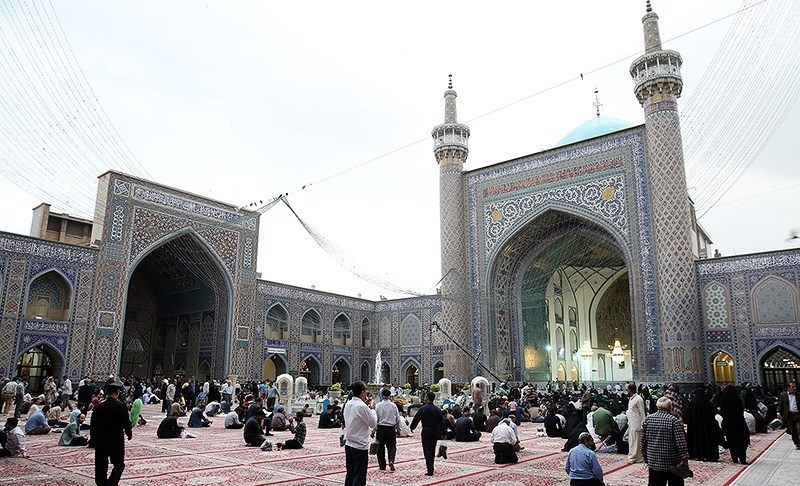
Gowharshads moské i Imam Rezas helgedom.

Gowharshads moské (persiska: مسجد گوهرشاد) är en moské i Iran och är belägen söder om Imam Rezas mausoleum i staden Mashhad. Gowharshads moské byggdes på begäran av Gauhar Shad, timuridkungen Shah Rukhs hustru, år 1415.

## Bildgalleri

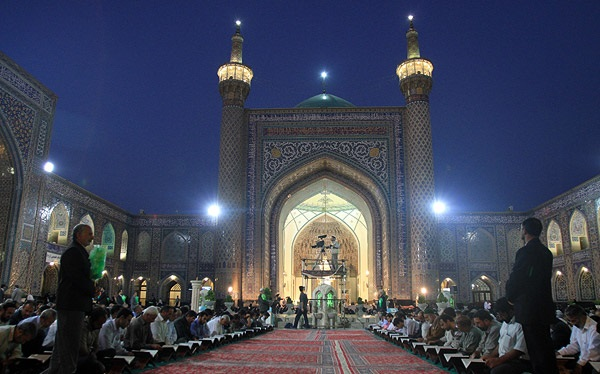
Muslimer reciterar Koranen på kvällen under månaden Ramadan.
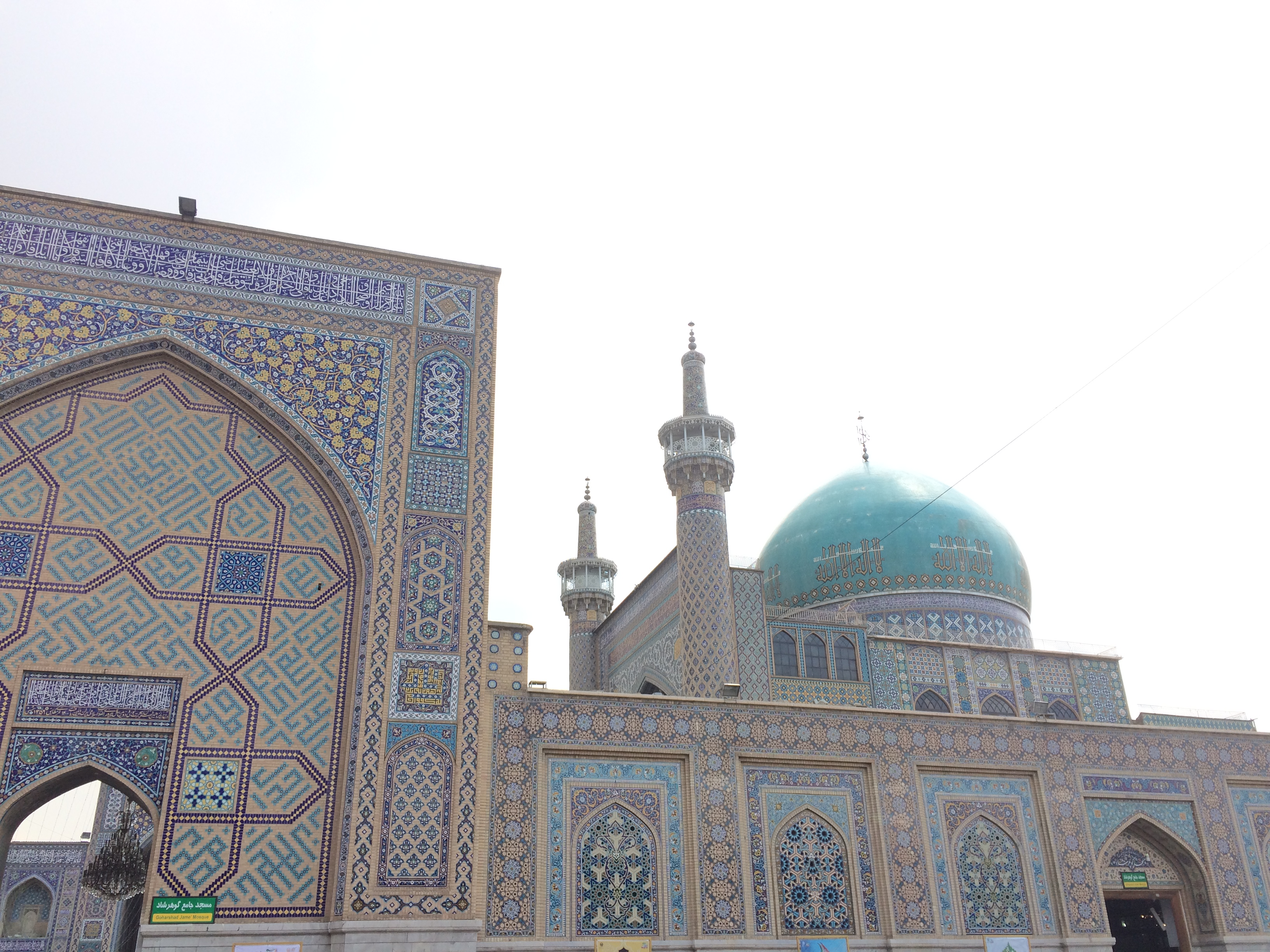
Utanför moskén.
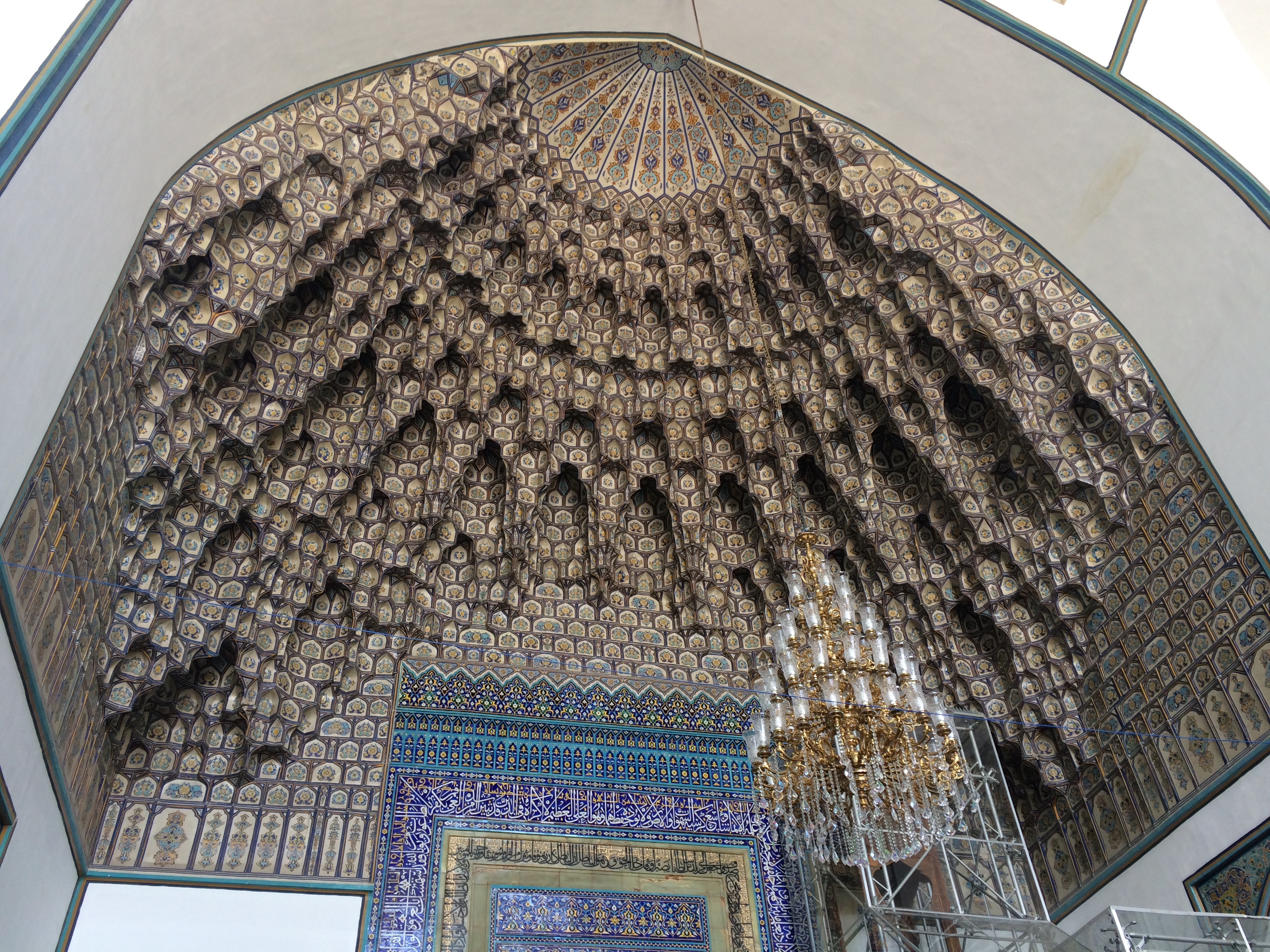
Interiören av moskén.
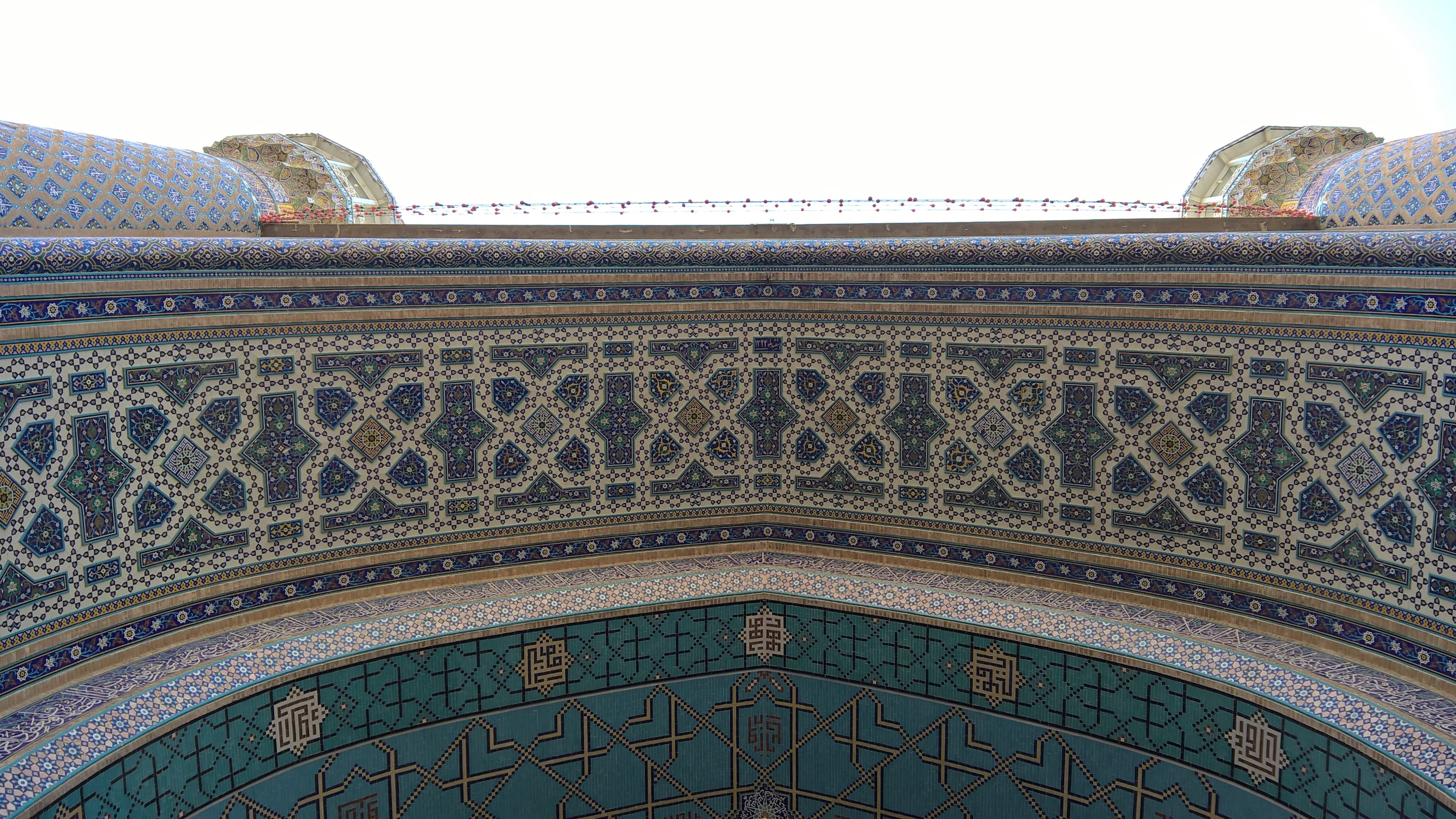
Taket vid ingången.
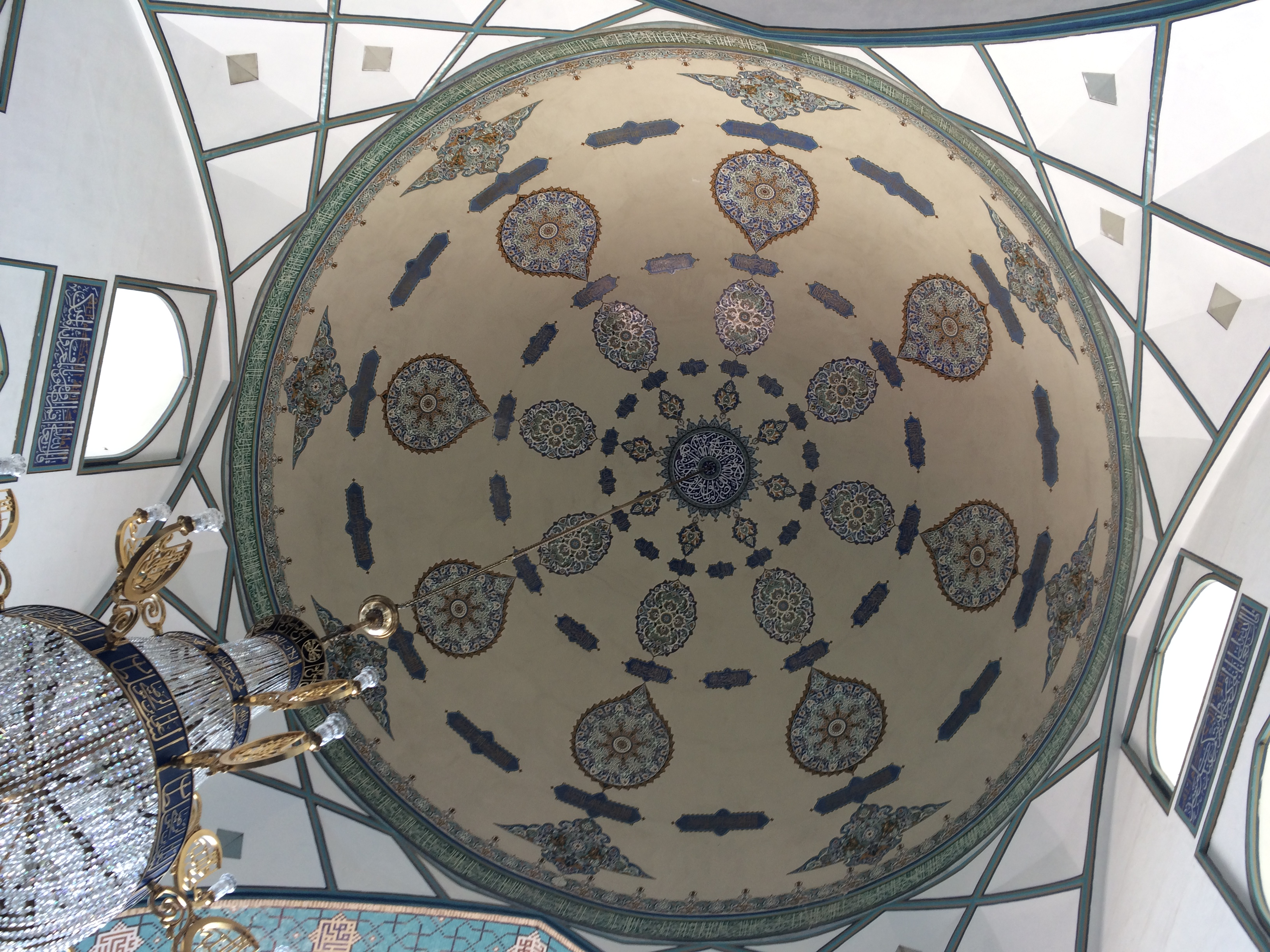
Kupolens interiör.